# Crypthelia clausa
Crypthelia clausa is een hydroïdpoliep uit de familie Stylasteridae. De poliep komt uit het geslacht Crypthelia. Crypthelia clausa werd in 1947 voor het eerst wetenschappelijk beschreven door Broch. 